# Moustey
Moustey [mustɛj] (Mostèirs Viganon, en occitan) est une commune du Sud-Ouest de la France, située dans le département des Landes (région Nouvelle-Aquitaine). Elle est principalement connue pour ses deux églises édifiées côte à côte.

## Géographie

### Localisation
Moustey est une commune du nord-ouest des Landes, limitrophe du département de la Gironde, faisant partie du parc naturel régional des Landes de Gascogne.

### Communes limitrophes
Les communes limitrophes sont Belin-Béliet, Belhade, Mano, Pissos et Saugnac-et-Muret.
|                  | Belin-Béliet (Gironde) | Mano    |
| Saugnac-et-Muret | Moustey                | Belhade |
|                  | Pissos                 |         |

### Géologie et relief
Elle forme une forêt galerie essentiellement dans sa partie sud marquant une rupture légère du plateau landais que forme la forêt des Landes, jusqu'au val de Leyre et le bassin d'Arcachon.

### Hydrographie
Sur la commune la Petite Leyre et la Grande Leyre confluent sur le site du « Hourc d'Eyre ».

### Climat
Pour des articles plus généraux, voir Climat de la Nouvelle-Aquitaine et Climat des Landes.
Historiquement, la commune est exposée à un climat océanique aquitain.  
En 2020, Météo-France publie une typologie des climats de la France métropolitaine dans laquelle la commune est exposée à un climat océanique et est dans une zone de transition entre les régions climatiques « Littoral charentais et aquitain » et « Aquitaine, Gascogne »0.
Pour la période 1971-2000, la température annuelle moyenne est de 12,9 °C, avec une amplitude thermique annuelle de 14,2 °C. Le cumul annuel moyen de précipitations est de 1 051 mm, avec 12 jours de précipitations en janvier et 7,5 jours en juillet. Pour la période 1991-2020, la température moyenne annuelle observée sur la station météorologique la plus proche, située sur la commune de Pissos à 6 km à vol d'oiseau, est de 13,7 °C et le cumul annuel moyen de précipitations est de 1 031,6 mm,. Pour l'avenir, les paramètres climatiques de la commune estimés pour 2050 selon différents scénarios d’émission de gaz à effet de serre sont consultables sur un site dédié publié par Météo-France en novembre 2022.

## Urbanisme

### Typologie
Au 1er janvier 2024, Moustey est catégorisée commune rurale à habitat dispersé, selon la nouvelle grille communale de densité à sept niveaux définie par l'Insee en 2022.
Elle est située hors unité urbaine. Par ailleurs la commune fait partie de l'aire d'attraction de Bordeaux, dont elle est une commune de la couronne,. Cette aire, qui regroupe 275 communes, est catégorisée dans les aires de 700 000 habitants ou plus (hors Paris),.

### Occupation des sols

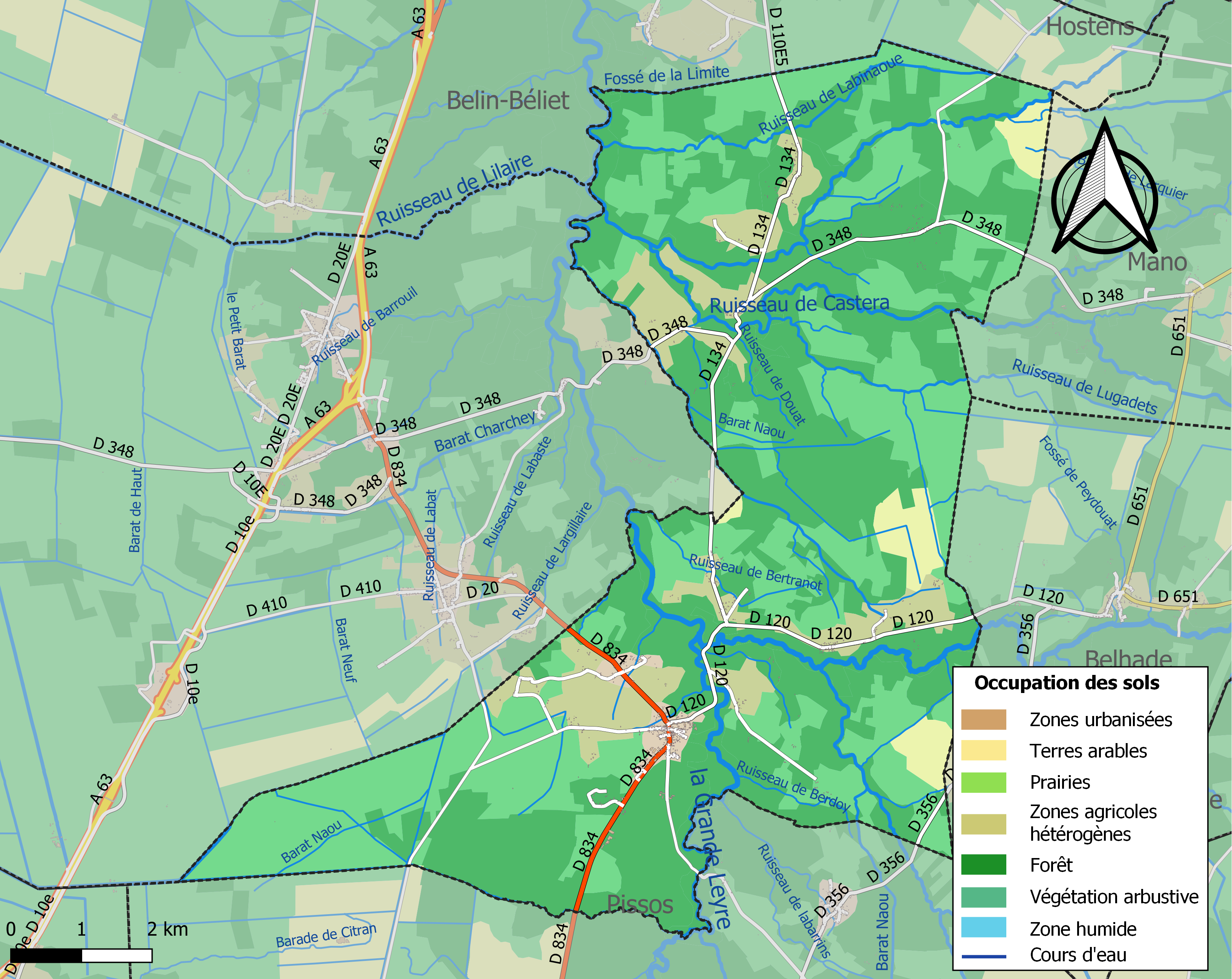
Carte des infrastructures et de l'occupation des sols de la commune en 2018 (CLC).

L'occupation des sols de la commune, telle qu'elle ressort de la base de données européenne d’occupation biophysique des sols Corine Land Cover (CLC), est marquée par l'importance des forêts et milieux semi-naturels (86,8 % en 2018), en diminution par rapport à 1990 (88,8 %). La répartition détaillée en 2018 est la suivante : forêts (50,2 %), milieux à végétation arbustive et/ou herbacée (36,6 %), zones agricoles hétérogènes (9,1 %), terres arables (3 %), zones urbanisées (1,1 %). L'évolution de l’occupation des sols de la commune et de ses infrastructures peut être observée sur les différentes représentations cartographiques du territoire : la carte de Cassini (XVIIIe siècle), la carte d'état-major (1820-1866) et les cartes ou photos aériennes de l'IGN pour la période actuelle (1950 à aujourd'hui).

### Risques majeurs
Le territoire de la commune de Moustey est vulnérable à différents aléas naturels : météorologiques (tempête, orage, neige, grand froid, canicule ou sécheresse), inondations, feux de forêts, mouvements de terrains et séisme (sismicité très faible). Un site publié par le BRGM permet d'évaluer simplement et rapidement les risques d'un bien localisé soit par son adresse soit par le numéro de sa parcelle.
Certaines parties du territoire communal sont susceptibles d’être affectées par le risque d’inondation par débordement de cours d'eau, notamment la Barade de la Limite, la Grande Leyre, la Petite Leyre, le ruisseau de Montorgueil, le ruisseau de Castera et le ruisseau de Lombard. La commune a été reconnue en état de catastrophe naturelle au titre des dommages causés par les inondations et coulées de boue survenues en 1999, 2009 et 2020,.
Moustey est exposée au risque de feu de forêt. Depuis le 20 avril 2016, les départements de la Gironde, des Landes et de Lot-et-Garonne disposent d’un règlement interdépartemental de protection de la forêt contre les incendies. Ce règlement vise à mieux prévenir les incendies de forêt, à faciliter les interventions des services et à limiter les conséquences, que ce soit par le débroussaillement, la limitation de l’apport du feu ou la réglementation des activités en forêt. Il définit en particulier cinq niveaux de vigilance croissants auxquels sont associés différentes mesures,.
Les mouvements de terrains susceptibles de se produire sur la commune sont des tassements différentiels.

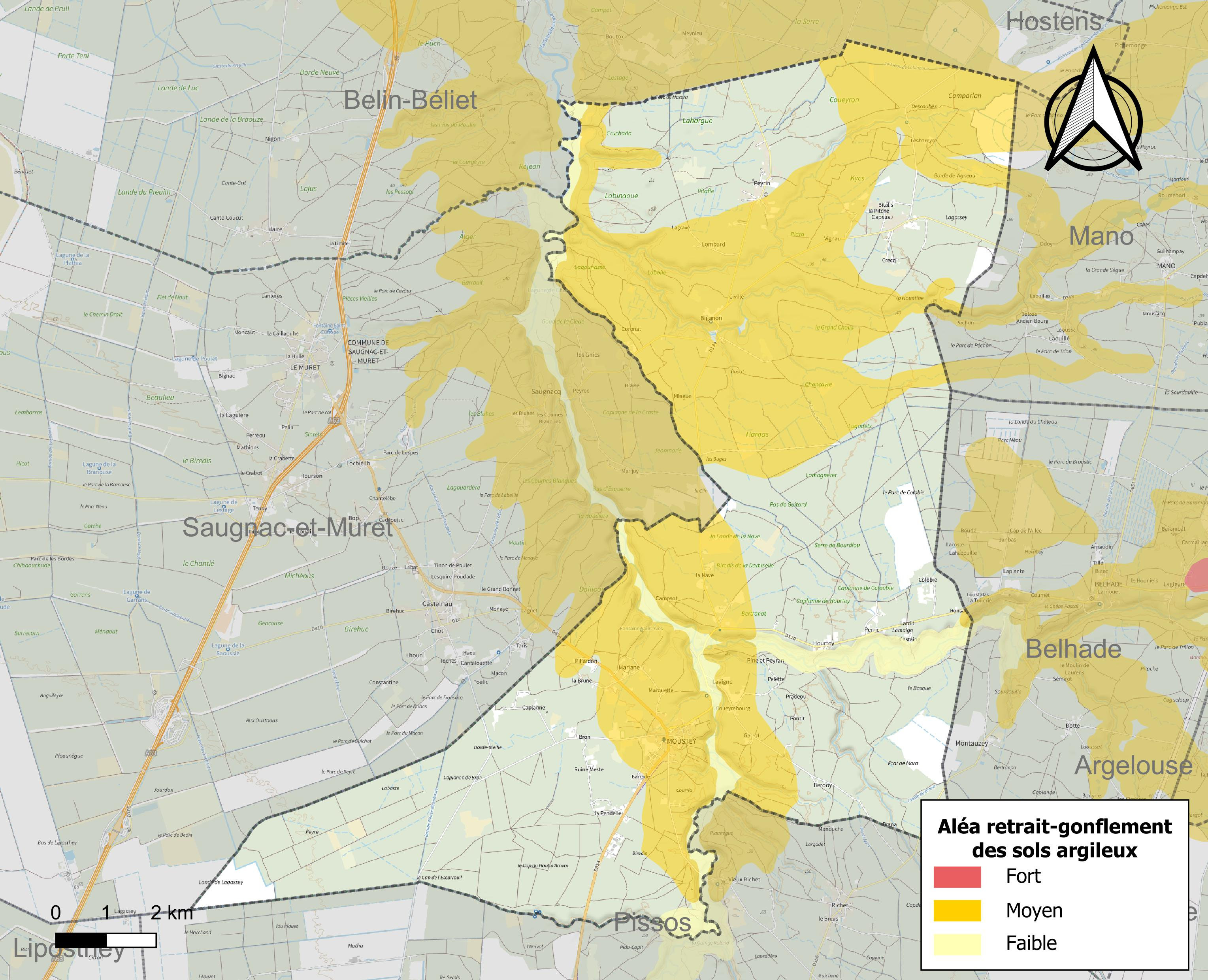
Carte des zones d'aléa retrait-gonflement des sols argileux de Moustey.

Le retrait-gonflement des sols argileux est susceptible d'engendrer des dommages importants aux bâtiments en cas d’alternance de périodes de sécheresse et de pluie. 41 % de la superficie communale est en aléa moyen ou fort (19,2 % au niveau départemental et 48,5 % au niveau national). Sur les 361 bâtiments dénombrés sur la commune en 2019, 214 sont en aléa moyen ou fort, soit 59 %, à comparer aux 17 % au niveau départemental et 54 % au niveau national. Une cartographie de l'exposition du territoire national au retrait gonflement des sols argileux est disponible sur le site du BRGM,.
Concernant les mouvements de terrains, la commune a été reconnue en état de catastrophe naturelle au titre des dommages causés par des mouvements de terrain en 1999.

## Toponymie
Le nom de la commune provient du gascon « Moustey » (signifiant « monastère »), issu du latin « monasterium », qui donne, en français, le toponyme « moûtier ».

## Histoire
Le petit village de Moustey présente une particularité peu commune, la présence de deux églises l’une à côté de l’autre : l’église Notre-Dame et l’église Saint-Martin. Trois hypothèses sont proposées pour justifier cette particularité :
- le village est à la limite de deux baronnies ;
- il s’agirait d’une église paroissiale et d’un hôpital de Saint-Jacques ;
- il s’agirait d’un monastère transformé en église et d’une chapelle monastique.

Les deux églises
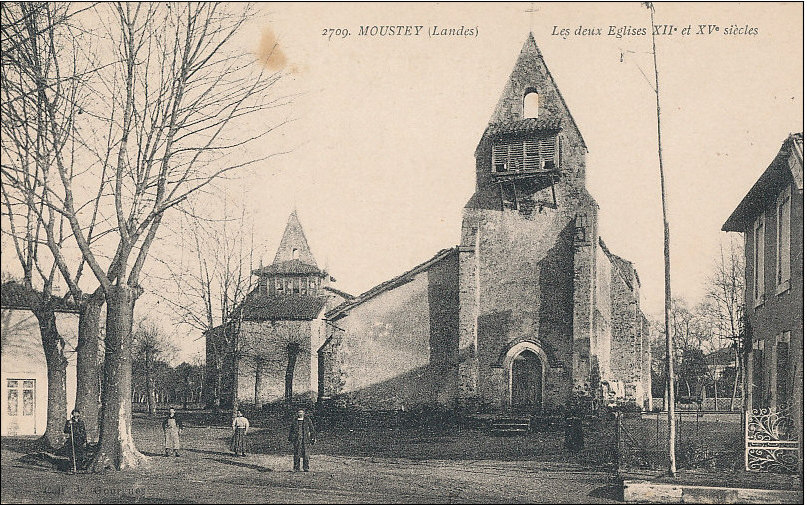
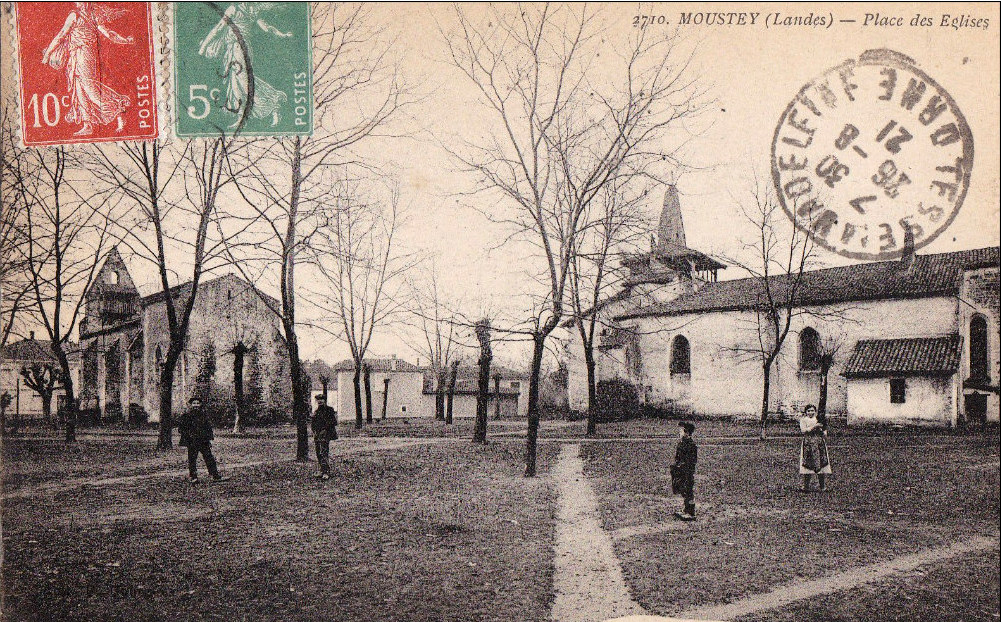

En 1965, la commune voisine de Biganon est rattachée à celle de Moustey.

## Politique et administration
| Période                                  | Période                | Identité              | Étiquette | Qualité                         |
| ---------------------------------------- | ---------------------- | --------------------- | --------- | ------------------------------- |
| 1870                                     | 1888                   | Jean Alfred Balhadère |           |                                 |
| ....                                     | ....                   | ...                   |           |                                 |
| mars 2001                                | 2008                   | Michel Rispal         |           |                                 |
| mars 2008                                | avril 2013 (démission) | Nadine Jossiez        |           | Adjoint administratif retraitée |
| mai 2013                                 | mars 2014              | Bernadette Castaing   |           |                                 |
| mars 2014                                | En cours               | Vincent Ichard        | DVD       | Cadre en entreprise retraité    |
| Les données manquantes sont à compléter. |                        |                       |           |                                 |

## Démographie
| 1793 | 1800 | 1806 | 1821 | 1831 | 1836 | 1841 | 1846 | 1851 |
| ---- | ---- | ---- | ---- | ---- | ---- | ---- | ---- | ---- |
| 671  | 666  | 659  | 740  | 863  | 886  | 945  | 907  | 949  |

| 1856 | 1861  | 1866  | 1872 | 1876 | 1881 | 1886 | 1891  | 1896  |
| ---- | ----- | ----- | ---- | ---- | ---- | ---- | ----- | ----- |
| 963  | 1 001 | 1 011 | 936  | 938  | 952  | 996  | 1 051 | 1 068 |

| 1901 | 1906 | 1911 | 1921 | 1926 | 1931 | 1936 | 1946 | 1954 |
| ---- | ---- | ---- | ---- | ---- | ---- | ---- | ---- | ---- |
| 792  | 813  | 806  | 718  | 707  | 609  | 631  | 658  | 527  |

| 1962 | 1968 | 1975 | 1982 | 1990 | 1999 | 2006 | 2007 | 2012 |
| ---- | ---- | ---- | ---- | ---- | ---- | ---- | ---- | ---- |
| 524  | 545  | 519  | 540  | 574  | 607  | 649  | 655  | 671  |

| 2017 | 2022 | - | - | - | - | - | - | - |
| ---- | ---- | - | - | - | - | - | - | - |
| 695  | 755  | - | - | - | - | - | - | - |

## Lieux et monuments
- Ancienne église Notre-Dame de Moustey, datant d XIIIe siècle, inscrite aux monuments historiques par arrêté du 4 juillet 1973[28].
- Église Saint-Martin de Moustey, datant du XIIe siècle, inscrite aux monuments historiques par arrêté du 18 juin 1973[29].
- Église Saint-Pierre-ès-Liens de Biganon, datant du XIe siècle, inscrite avec la fontaine Sainte-Ruffine aux monuments historiques par arrêté du 17 janvier 1997[30].
- Statue en bois d'un pèlerin de Saint-Jacques-de-Compostelle par le sculpteur Mier[31]
- Borne du chemin de Saint-Jacques-de-Compostelle (voie de Tours) situant le village à 1 000 km de Compostelle.
- Château d'eau d'un style rare, très élancé et d'une certaine élégance.
- Salle des fêtes de style basco-landais assez jolie.
- Plusieurs calvaires ou missions sont présents dans le bourg.
- Grand bâtiment industriel d'une ancienne verrerie situé dans le bourg.
- Quelques quartiers et airials de caractère.

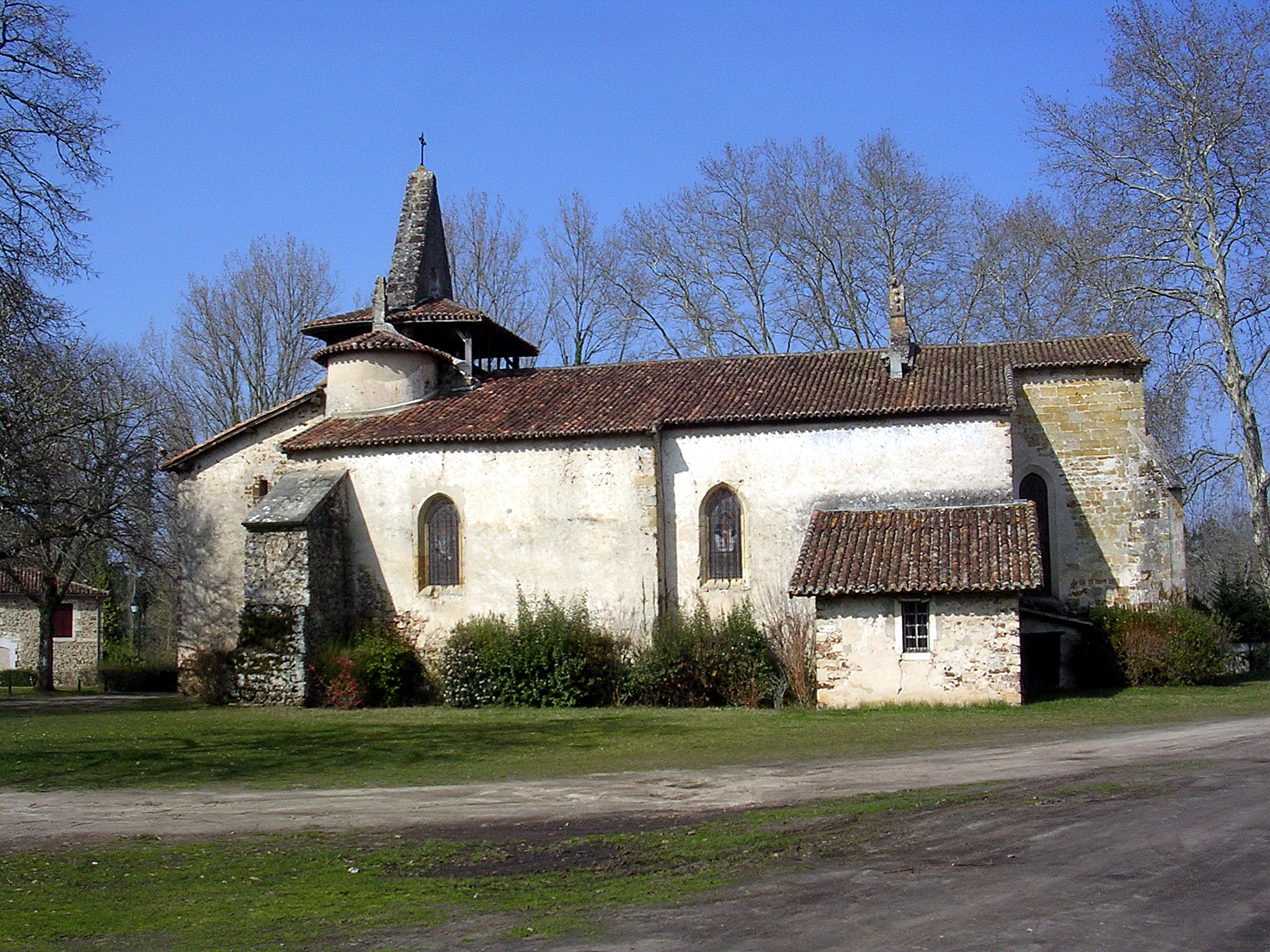
Église Saint-Martin de Moustey.
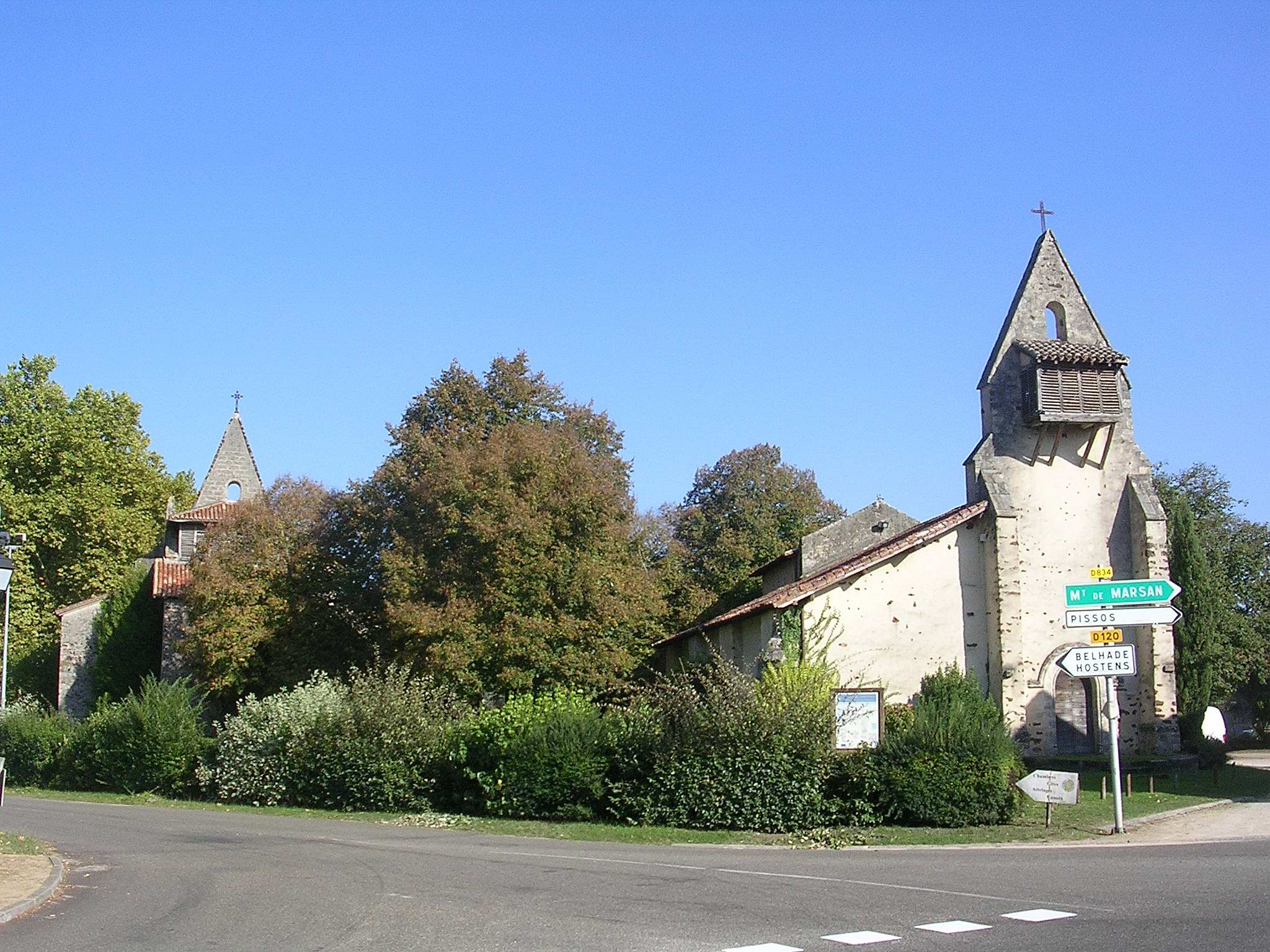
Église Notre-Dame de Moustey.
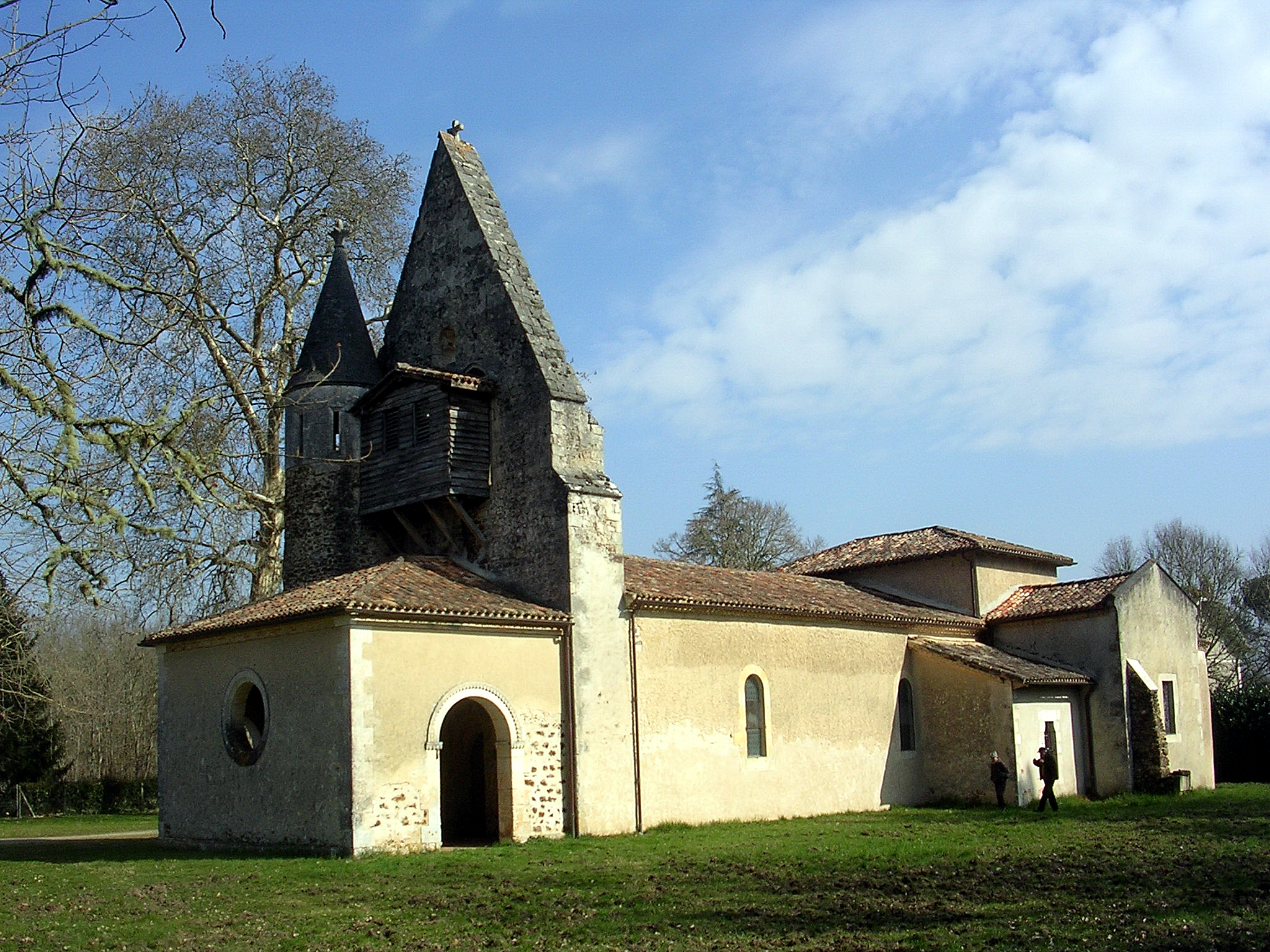
Église Saint-Pierre-ès-Liens de Biganon.
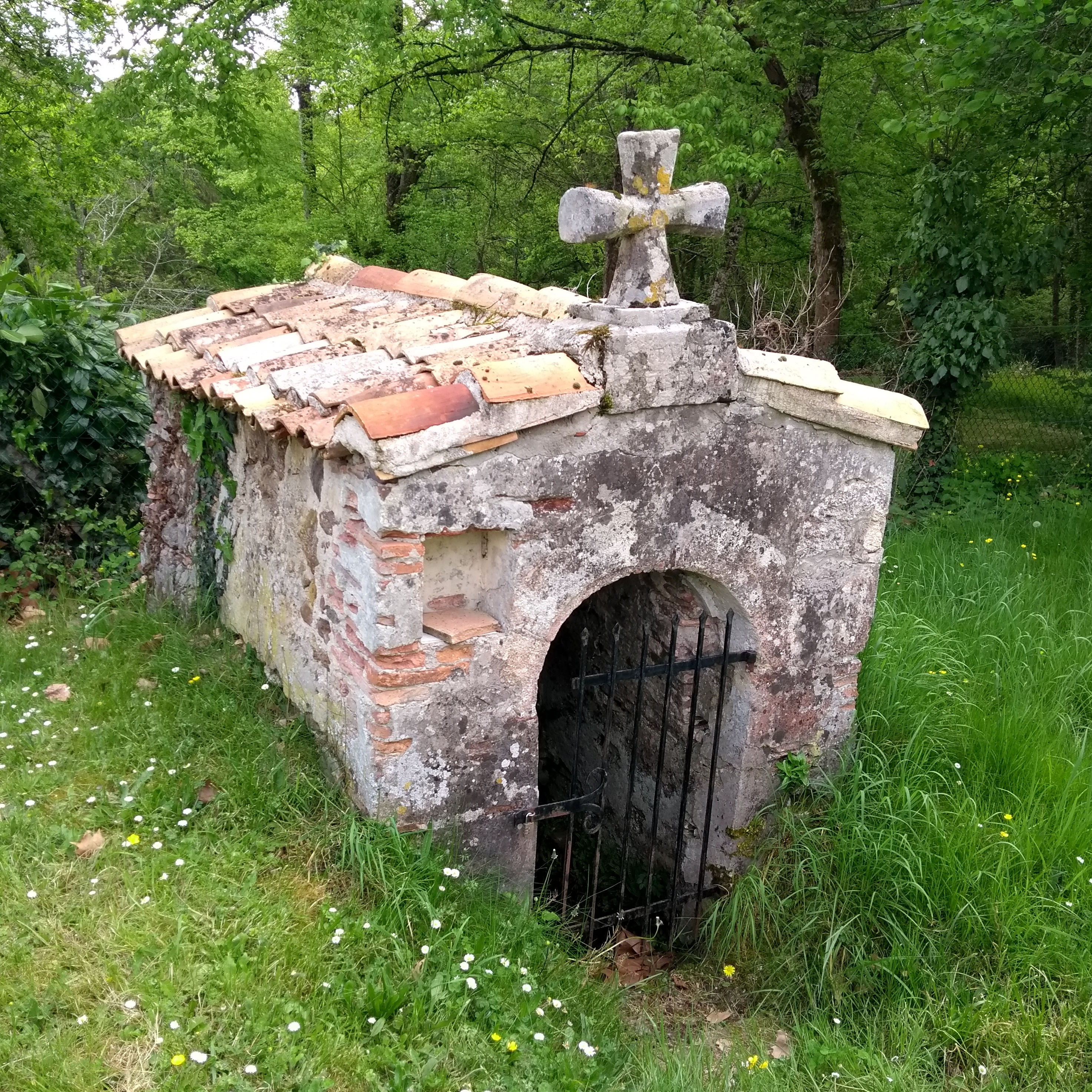
Fontaine Sainte-Ruffine, à Biganon.
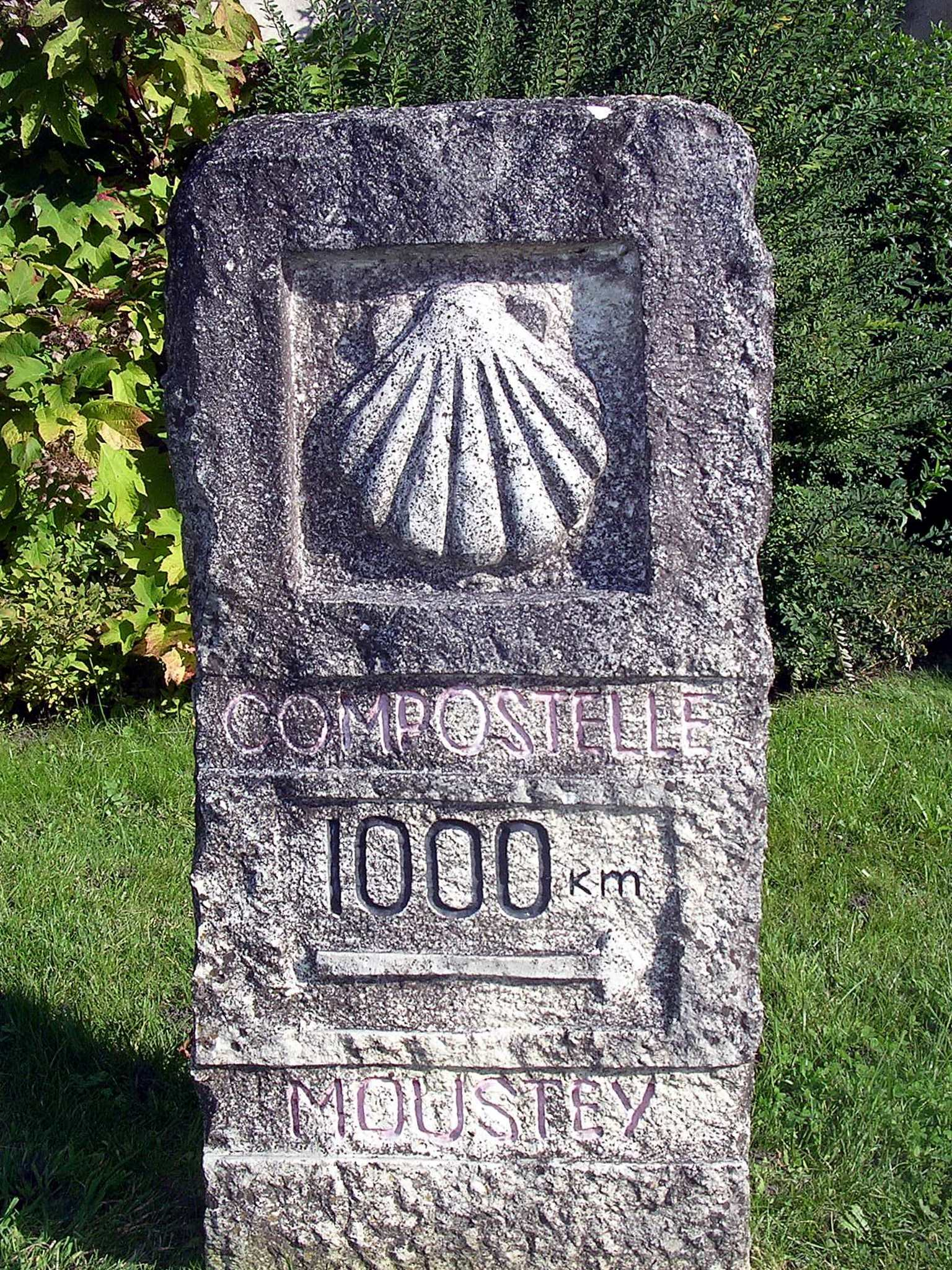
Borne des 1 000 km de Saint-Jacques-de-Compostelle.
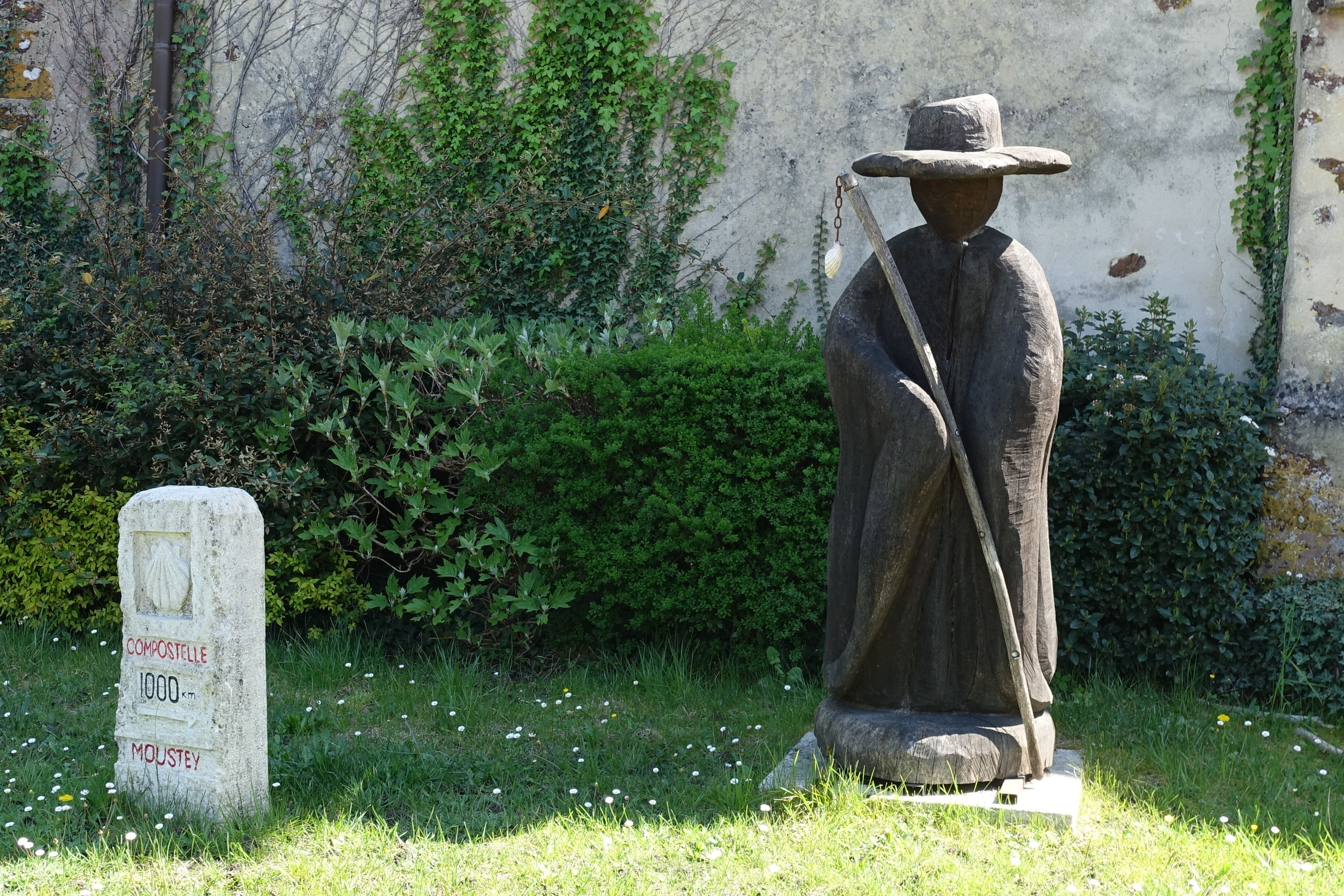
Pèlerin de bois, sculpté en 2010, par l'artiste Mier
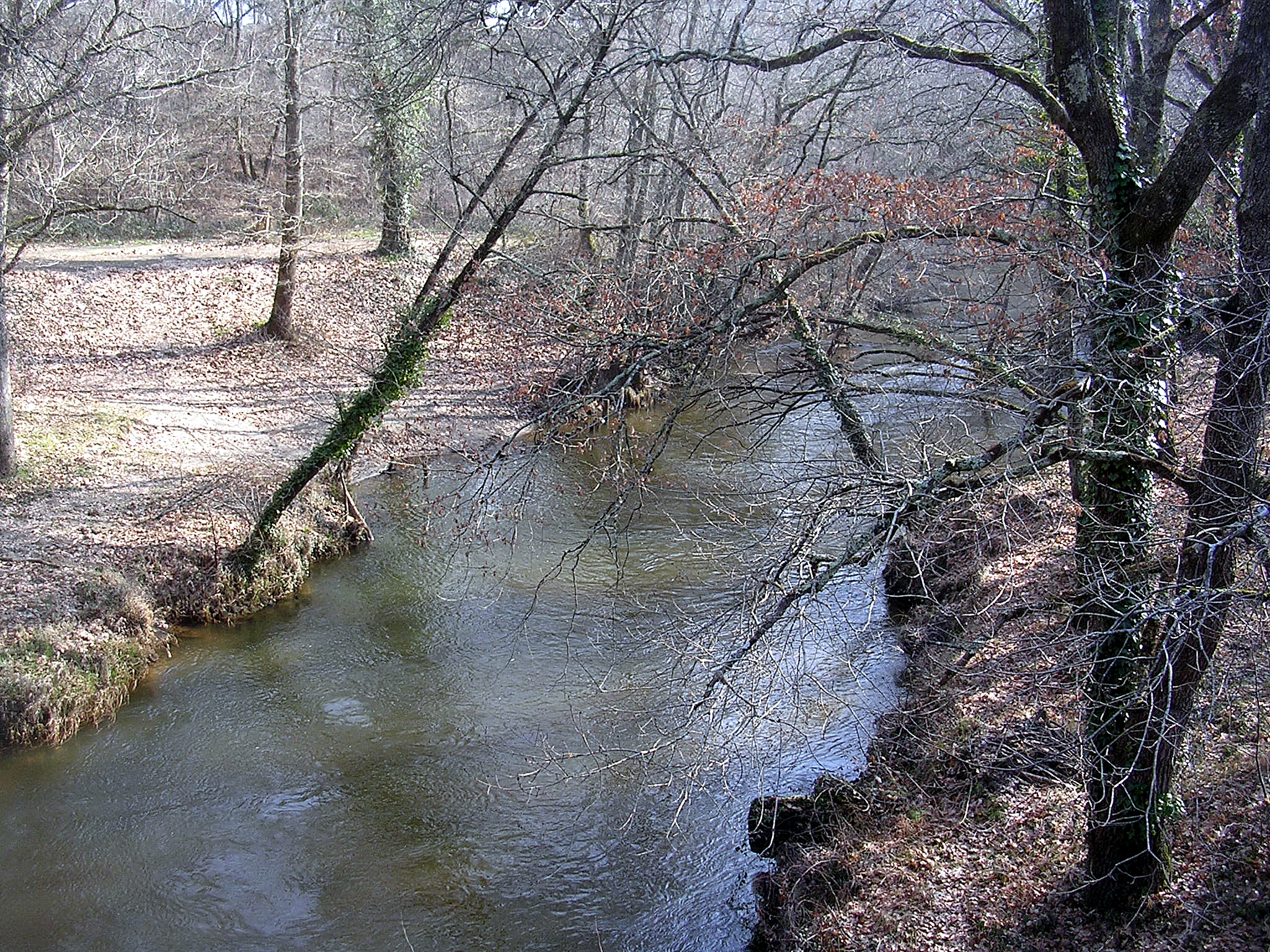
La Grande Leyre, à Moustey.
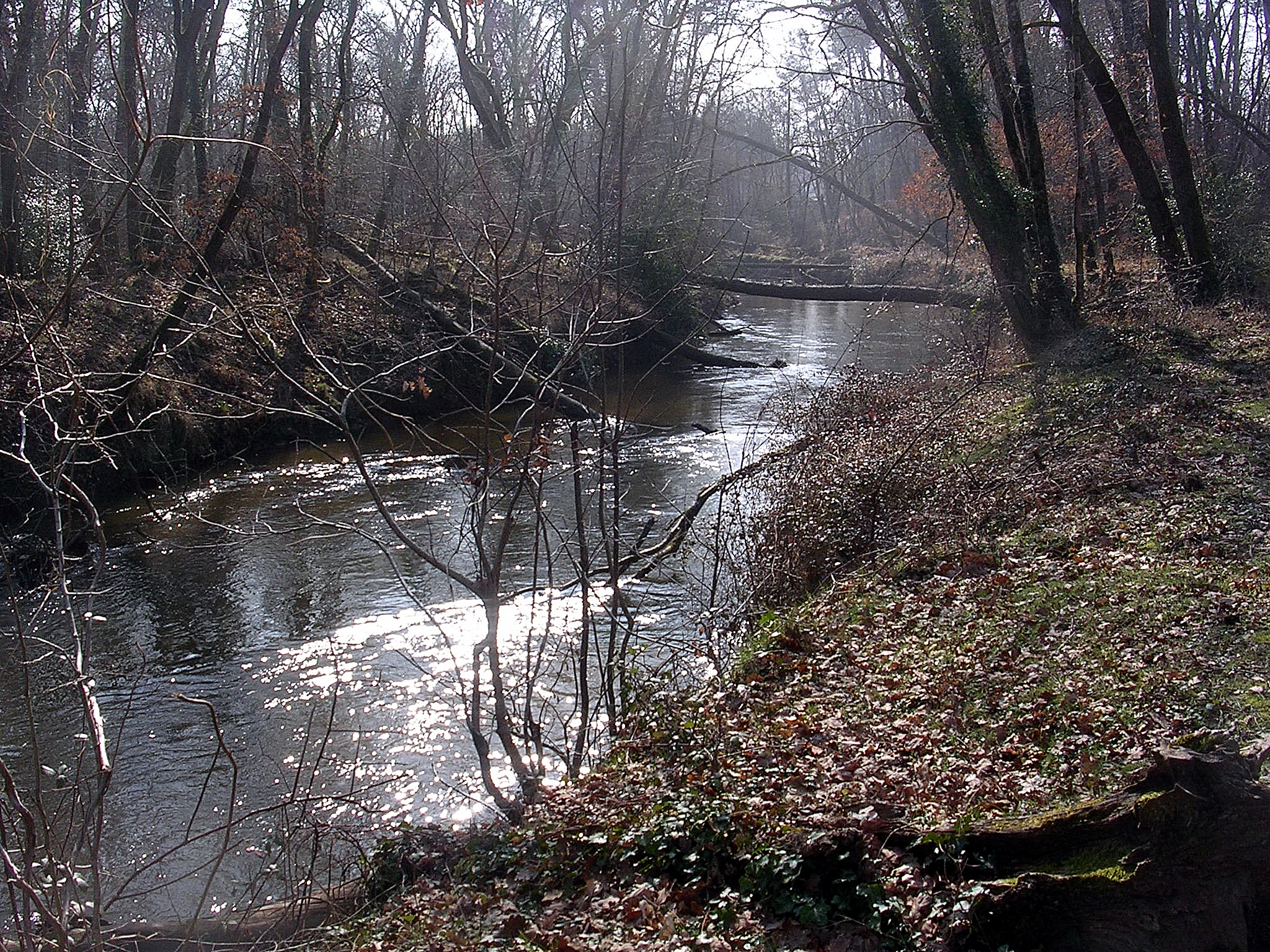
La Petite Leyre, à Moustey.
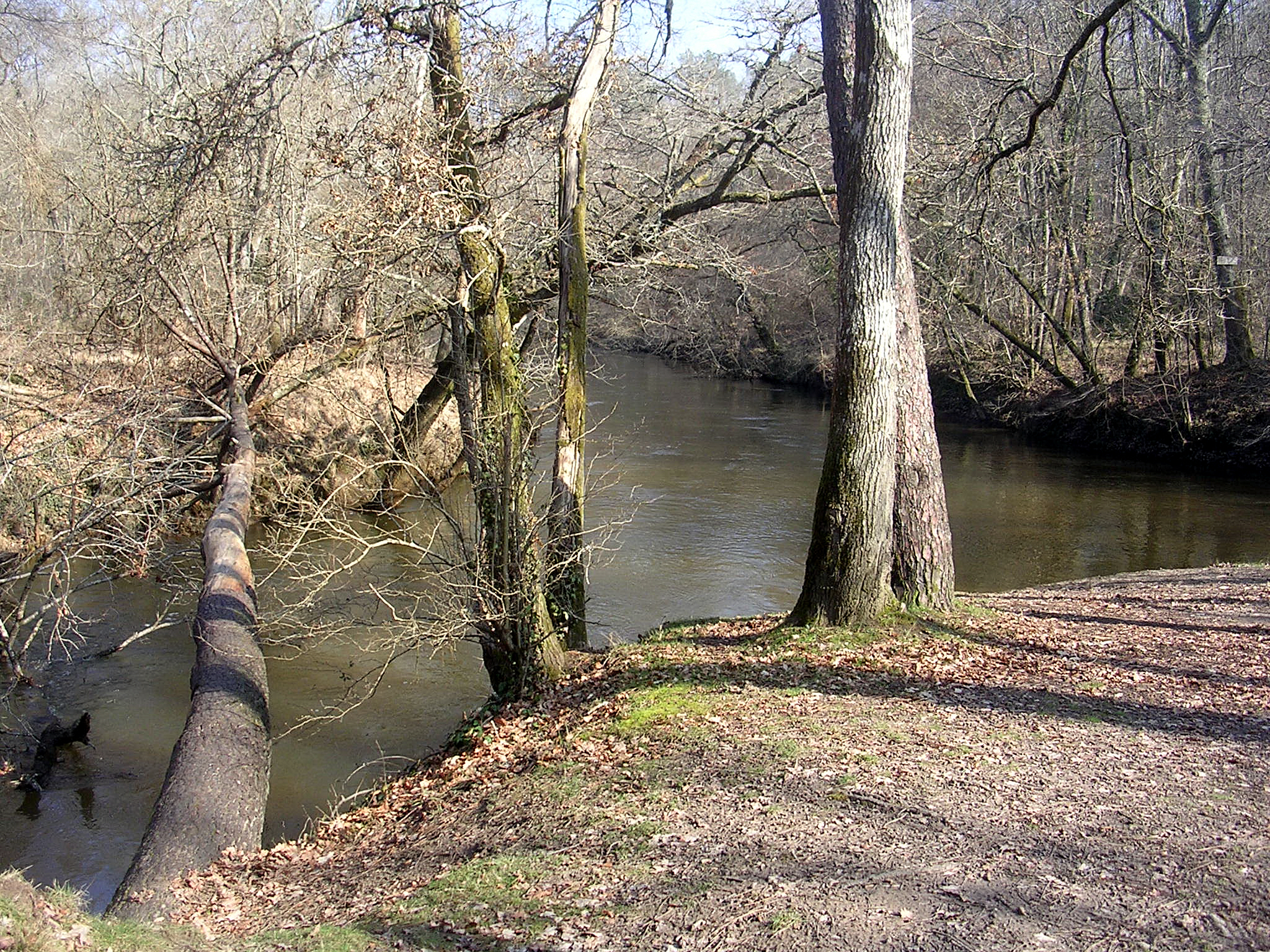
La confluence des deux Leyre (la Grande à gauche, la Petite à droite) au « Hourc d'Eyre » à Moustey.